# Geoff Huegill
Geoff Huegill (ur. 4 marca 1979 w Gove) – australijski pływak specjalizujący się w stylu motylkowym, medalista olimpijski i mistrzostw świata, rekordzista świata.

## Rekordy świata
| Data          | Miejsce | Basen      | Konkurencja            | Rezultat | Status                        |
| ------------- | ------- | ---------- | ---------------------- | -------- | ----------------------------- |
| 14 maja 2000  | Sydney  | 50 metrowy | 50 m stylem motylkowym | 23.60 s  | do 27 lipca 2001              |
| 27 lipca 2001 | Fukuoka | 50 metrowy | 50 m stylem motylkowym | 23.44 s  | do 2 lipca 2003 Matthew Welsh |